# Friedrich August Andreas Woltereck
Friedrich August Andreas Woltereck (1797 in Braunschweig – 1866 bei Hamburg) war ein deutscher Opernsänger (Bass).

## Leben
Woltereck, der Sohn eines Kupferschmieds, betrat seiner anerkannten metallreichen Bassstimme wegen 1815 die Bühne seiner Vaterstadt. Er errang solchen Beifall, dass er schon ein Jahr später ans Hoftheater in Hannover engagiert wurde.
Gefördert wurde er durch Adolph Friedrich, Herzog von Cambridge, der ihm Gesangunterricht bei dem Italiener Bolaffi finanzierte. 1818 heiratete er in Hannover Katharina Ritter (gest. 1866).
Nachdem sein Gönner nach England zurückgekehrt war, sah er sich gezwungen, von Hannover wegzugehen und so kam er nach mehrjährigem Wirken nach Leipzig, dort blieb er aber nur ein Jahr und folgte 1820 einem Rufe nach Hamburg.
Dort entfaltete er eine bedeutende künstlerische Wirksamkeit und sah sich im Zenit seines Schaffens. Er verließ Hamburg nicht mehr und verblieb daselbst, bis er sich 1840 entschloss, gänzlich von der Bühne abzutreten. Seinen Abschied gab er als „Zar“ im Zar und Zimmermann von Lortzing.
Er widmete sich fortan einem bürgerlichen Berufe (Weinhändler) und hatte die Genugtuung zu erleben, dass er vermisst wurde. Er starb 1866 unverhofft auf seinem Landgut. Sein künstlerisches Wirken in Hamburg blieb unvergessen.
Seine Tochter Karoline Woltereck (1818–1866) war als Soubrette und Schauspielerin in Hamburg und Dresden tätig und mit dem Schauspieler Gustav Raeder (1811–1866) verheiratet. Sein Sohn Friedrich Woltereck (1826–1915) war als Schauspieler und Theaterleiter tätig.